# Гідрогенізація твердого палива
Гідрогенізація твердого палива є універсальним методом отримання з нього синтетичного рідкого палива. Для процесу гідрогенізації найпридатніші тверді горючі корисні копалини, в яких відношення С:Н=8–16, вихід летких речовин на горючу масу не нижче за 35–36 %. Гідрогенізація — важливий резерв для заміни сирої нафти горючими сланцями, бітумами, вугіллям. За прогнозними оцінками Світової Енергетичної Ради, у 2050 р. на частку зріджуваного вугілля припадатиме 50 % всього енергетичного вугілля, що видобуватиметься.

## Загальна інформація
Деструктивна гідрогенізація застосовується для одержання з твердих паливних копалин синтетичного рідкого палива. При деструктивній гідрогенізації відбувається зрідження вихідного продукту і насичення його воднем.
Сировиною для деструктивної гідрогенізації є кам'яне і буре вугілля, сланці. Але для процесу деструктивної гідрогенізації придатні лише ті тверді паливні копалини, в яких відношення С:Н = 8–16, а вихід летких речовин на горючу масу не менше 35–36 %. Вугілля перед процесом деструктивної гідрогенізації дроблять, подрібнюють, збагачують і сушать. Тонкоподрібнений вугільний порошок змішують з важким маслом для отримання паливно-масляної пасти (може бути одержана також масляною агломерацією вугілля), яка надходить у гідрогенізаційні автоклави. При гідрогенізації протікають реакції: гідрування з приєднанням водню, розщеплення гідрованих високомолекулярних речовин на низькомолекулярні, ізомеризація, відновлення кисневих, сірчаних і азотистих сполук, що супроводжується відщепленням від них гетероатомів і утворенням води, сірководню, аміаку. В результаті деструктивної гідрогенізації високомолекулярні органічні речовини перетворюються в суміш низькомолекулярних сполук, які насичені воднем. В залежності від умов процесу і глибини перетворення органічної маси вихідного твердого палива гідрогенізація дозволяє перетворювати його в високоякісне моторне паливо (бензин, дизельне і ракетне паливо), котельне паливо і сировину для органічного синтезу, в тому числі моно- і поліциклічні ароматичні вуглеводні, феноли, азотисті основи. Найбільший вихід рідких продуктів досягається при гідрогенізації вугілля невисокої стадії метаморфізму (бурого, газового, довгополуменевого). Перша ступінь гідрогенізації твердого палива — рідкофазна гідрогенізація, яка здійснюється при температурі 400–500 °С, тиску 10–70 Па в присутності сіркостійкого каталізатора і розчинника. Розчинником можуть служити продукти, що утворилися в самому процесі (гідрогенізат). Рідкі продукти, що утворилися в першій стадії, переробляються в подальших ступенях шляхом парофазної гідрогенізації.
В результаті деструктивної гідрогенізації з 1 т сировини може бути одержано до 800 кг продуктів. Гідрогенізацію застосовують у виробництві аміаку, метилового спирту, моторного палива тощо.

## Історія розвитку процесу
Розвиток досліджень в галузі гідрогенізації починається 1897–1900, коли французький вчений П. Сабатьє і російський хімік М. Д. Зелінський зі своїми учнями розробили основи гідрогенізаційного каталізу органічних сполук.
Промислове застосування гідрогенізація твердого палива уперше отримала в 1930–1940-х рр. в Німеччині. Під час Другої світової війни, 1939–1945 рр., в Німеччині працювали 27 заводів по виробництву синтетичного палива загальною продуктивністю 5–6 млн т на рік, що повністю задовольняло потреби в авіаційному і на 75 % — в рідкому паливі. Вихід моторного палива досягав 55 %, газоподібних вуглеводнів — 30 %, води — до 10 %, непрореаґований залишок становив 5 % за масою. Перед 2-ю світовою війною установки з гідрогенізації вугілля і вугільних смол працювали також у Великій Британії, Італії, Кореї. Сьогодні в США, Великій Британії, ФРН, ПАР, Росії, Японії, Індії, Австралії, Польщі розробляється ряд процесів з гідрогенізації вугілля. Найбільш відомі — процеси прямого скраплення вугілля: SRC-I, SRC-II (фірми PAMCO i GULF), Donor Solvent Process (Exxon); двостадійного скраплення — CFS (CONOCO); H-Coal (фірма HRI), скраплення із застосуванням хлористого цинку (фірми CONOCO, SHELL), процес фірми DOW. На основі великого експериментального матеріалу встановлено, що вугілля з хорошою гідрогенізаційною здатністю містить 65–85 % Сdaf, понад 5 % Нdaf, має вилід летких речовин Vdaf понад 30 %, зольність менше 10–12 %, показник відбиття вітриніту 0,35–0,95.

## Термічне розчинення вугілля
Великий інтерес останнім часом виявляється до процесу "термічного розчинення" вугілля, який спочатку розглядався як перша, допоміжна стадія деструктивної гідрогенізації вугілля. Розчинення здійснюють в різних органічних речовинах при атмосферному або підвищеному тиску. Кількість речовин, які переходять в розчин, в значній мірі залежить від природи ТГК, властивостей розчинника і параметрів процесу. Вихід екстракту зростає з підвищенням температури кипіння розчинника і при роботі під тиском. У ряді випадків процес здійснюють під тиском водню. Оптимальною температурою є критична температура кипіння розчинника.
По мірі вуглефікації ТГК розчинність знижується. Сапропеліти мають максимальну розчинність. За розчинністю інгредієнти вугілля розташовуються в ряд: вітрен, кларен, дюрен, фюзен. Суміш тетраліну, фенолу і нафталіну (1:1:1) має максимальну розчинювальну здатність. Оптимальна температура розчинення для більшості ТГК знаходиться в межах 380–450 °С, тиск 2–15 МПа, тривалість процесу 20-60 хв.
Більшість дослідників вважає, що розчинення вугілля є процесом деполімеризації його органічної маси під дією розчинника і температури, а іноді і мінеральної частини, яка може каталізувати цей процес.
Органічна маса вугілля (ОМВ) є термодинамічно нестійкою природною речовиною полімерного характеру, нерегулярної просторової будови, структурні одиниці якої представлені в основному комплексами самооасоційованих утворень (мультимерів). Висока реакційна здатність вугілля визначається наявністю неміцних хімічних і слабких міжмолекулярних зв'язків (типу водневих), а також нестабільних радикалів. Руйнування таких зв'язків для отримання низькомолекулярних, розчинних сполук необхідно здійснювати одночасно з передачею їм водню від донорів-розчинників або з газової фази після активації (атомізації) відповідними каталізаторами.
Внаслідок специфічних особливостей хімічної будови органічної маси вугілля на молекулярному рівні при її нагріванні і деструкції насамперед протікають процеси, що супроводжуються утворенням так званих вторинних структур. Ці перетворення носять радикально-ланцюговий характер, протікають з високими відносними швидкостями і закінчуються при температурах 300–400 °С.